# アジア地域開発博覧会
アジア地域開発博覧会（アジアちいきかいはつはくらんかい）は、1969年（昭和44年）の桑原幹根愛知県知事の発案を元に、中部地方9県および名古屋市が1970年代に計画した国際博覧会計画である。日本横断運河計画、新国際空港誘致構想ともに、昭和30 - 40年代（1955 - 1974年）に提唱された中部圏3大地域開発プロジェクトの一つである。東京オリンピック、大阪万博に続く〝第三のナショナルプロジェクト〟と号して準備を進めたが、1974年、石油危機や列島改造ブームの終焉、桑原の政界引退などにより、計画は停止された。なお、この名称は構想初出から1971年9月まで使われた仮称であり、当時の文献・新聞記事等においても、名称の後ろに『（仮称）』と付記されている。仮称自体が数度変更されており1971年9月 - 1973年11月間は「地域開発博覧会」、1973年から計画消滅までの短い間に「エクスペリメント中部'80 JAPAN」とされた。略記法もアジア博、開発博、中部博、地域開発博、中部開発博など何通りも存在している。正式名称を定める前に計画そのものが消滅した。仮称改変後も「アジア博」と呼んでいる例が多々あることから当記事では「アジア博」と表記するほか、ことわりのない限り、1964年東京オリンピックを東京五輪、1970年日本万国博覧会を大阪万博と表記する。

## 概要

### コンセプト
それまでの国家プロジェクト、すなわち東京五輪・大阪万博のような一か所に集中した「一点集中主義」を“古いもの”と否定し、これらが持っていた住民の環境を害する結果に至った「お祭り感」を一掃、パビリオンの類いも一切設けず、実際に中部圏開発整備法（1966年・昭和41年制定）に基づいて中部圏で竣工が予定されていた「中部圏基本開発整備計画」の〝ありのまま〟の圏内各開発現場（新幹線、高速道路、灌漑事業、工業団地造成など『中部圏―計画』で謳われた諸々の計画事業）の姿を展示対象とした「〝あるがまま〟の博覧会」であり、〝開発の成果ではなく、その過程を見せることを第一とし、中部圏づくりの中から地域開発の『こころ』や創造への人々の参加の喜びを知り、また学び取って〟（桑原）、さらに中部圏と同じように開発途上にあるアジア各国に参加を求め、それら参加国に自国開発の参考にしてもらう
ことを目的とした博覧会である。

### 交通
開発現場である以上、会場は中部圏全域に点在しており、岐阜、高山、金沢、富山、松本、静岡など広範囲にわたることが予想されるが、開催される頃には現況以上に発達していると予測される交通手段、例えば整備新幹線、高速道路など種々の高速交通網を駆使し、各地会場を自由に回れるようにする。

### 会場
中部圏開発整備法第二条に定める富山県、石川県、福井県、長野県、岐阜県、静岡県、愛知県、三重県及び滋賀県にわたる広域

### 開催予定時期
二転三転を繰り返し、明確な設定は未決定のまま終わっている。当初1977年（昭和52年）としたが、1976年（昭和51年）のフィラデルフィア万国博と近すぎるということで、桑原は1978年（昭和53年）開催を要望する考えを明らかにし、国連の協力も要請する動きを示した。1971年4月時点では、中部圏開発整備事業期間が1968年（昭和43年） - 1985年（昭和60年）であることから、その間諸々の工事が高潮期を迎えであろう1976、77年（昭和51 - 52年）のいずれか、と再び変更。計画最末期には1980年（昭和55年）が目標とされている。

### 経費
これも明確な試算はなされていないが、1972年に「1兆円」と報道されている。

### 出展物
先述の通り、「あるがままの開発現場」がそのまま展示物になる。これらには、中部圏基本開発整備計画に則り完工・供用されたものもあれば、構想で消えたものもある。
| 開発現場名または構造物名   | 備考 |
| -------------------------- | --- |
| 伊勢湾架橋                 | 三重県志摩半島と愛知県伊良湖岬を結ぶ全長24.7㌔の大橋梁。総工費2900億円                                     |
| 国連大学                   | 京都、北海道らとともに岐阜県が誘致に乗り出していた。予定地は各務原市大自然公園内。建設費は最低7億2千万円。 |
| 東海北陸縦貫道路建設       | 現在の東海北陸自動車道                                                                                     |
| 国際貨物専用空港           | 三河湾に成田空港の二倍半の面積を埋立て造る。400屯積の巨大貨物専用機の離発着可。旅客機利用は想定せず。      |
| 北回り新幹線               | 現在の北陸新幹線                                                                                           |
| 大伊勢湾道路               | 浜名湖から志摩まで一時間で結ぶ自動車道                                                                     |
| 環伊勢湾排水路             | |
| 美浜原子力発電所           | |
| 愛知県農業総合センター建設 | |
| 琵琶湖大橋改良工事         | |
| 立山連峰                   | 開発・工事内容不詳                                                                                         |
| 福井臨海工業地帯造成       | |
| 利水事業                   | 愛知用水、豊川用水など                                                                                     |
| 港湾拡充整備事業           | 名古屋港、三河港                                                                                           |
| 社会基盤整備               | 愛知青少年公園、愛知県心身障害者コロニーの建設など                                                         |

これでは土木・建築工事の専門家ばかりでまともな集客が望めないことから、中部圏のどこかに「中央会場」を作り一般人でも楽しめる“目玉商品”をつくる、との案も下表のようにいくつか浮上したが、実現したものはない。中部圏基本開発整備計画にないものばかりで「あるがまま」に反するとの異論も生んだ。
| 「目玉」とされた財物または用役 | 備考 |
| ------------------------------ | --- |
| 国際会議場                     | アジアの首脳が集い、地域開発会議を開く                                                                                                |
| 地域科学研究所                 | 内外の地域開発の進め方を研究、展示 |
| アジア開発巡洋船               | 動く地域開発として発展途上国をめぐる大海船                                                                                            |
| 公害のないモデル都市をつくる   | |
| 未来の交通展覧会               | |
| 海底プロムナード               | 日本海に透明ガラス製トンネルを建造し"海底公園"を見学できるようにする（愛知県企画課長 新美富太郎）                                     |
| 人工都市                       | 豊橋市から浜松市にかけての浜名湖周辺にゼロから作り上げる人口25万の環境と文明の調和した都市                                            |
| 展示場の模型                   | 中央会場に橋・道路などの展示場の模型を並べて一般人に分かりやすく解説し、中、高生が寄ってくる"おとり"をつくる（名古屋大教授 横越英一） |

## 発端から消滅まで

### 構想の誕生

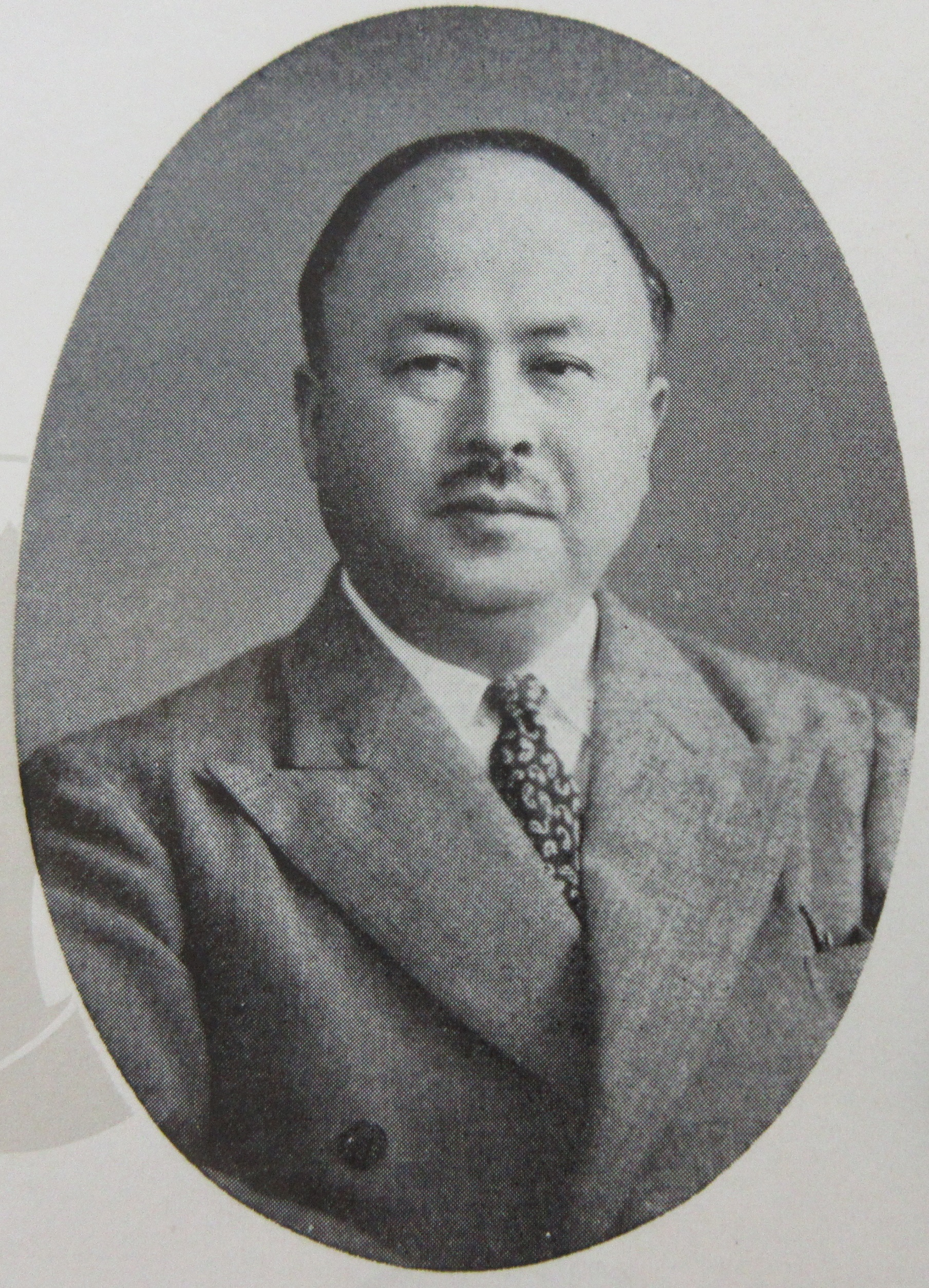
桑原幹根

1969年（昭和44年）1月、桑原幹根愛知県知事は新春記者会見で突如「アジア地域開発博覧会」というプロジェクト構想を表明した。「地域開発の先進モデル」として中部圏を会場とし、愛知用水、東名高速道路、中央道の恵那山トンネル、TKA開発、名古屋市の都市計画など中部圏で行われた地域開発「中部圏基本開発整備計画」の適例がアジア諸国の地域開発にとってのよい参考にしてもらうべく、博覧会の形で世界に公表するのだ、という。
表明後初めての定例県議会が2月に始まったが、さっそく与野党から博覧会に対する質問が複数出された。桑原は「『あるがまま』の博覧会としてまずはアジア地域開発博覧会と仮称をつけた。今は具体的に宣伝、PRする必要はない」と答弁,6月定例会では「後進国に中部圏開発の状況を参考してもらいたのが趣旨、開催時期は1977年頃が適切か、地域開発の生の姿を見せるのにパビリオンなどは必要ない」「後進地域に援助資金を出すより、有効な援助方法だ。特に会場建設の要もなく、海外からの出展についても相当時期が進んでから考えれば十分と思う」と表明した。「中部圏開発整備そのものに一層力をつける起爆剤の一つにする」というように、地域利益誘導の要素も多分にあった。
桑原のこの“今年の初夢”は多分に、1964年（昭和39年）加盟国の都市問題を視察調査するため国連から名古屋に派遣されたワイズマン調査団がそれまでの“中京圏”を否定、代わりに「中部圏」という新概念を日本人に与え、「中部圏の問題は太平洋岸の工業地帯と日本海側の過疎地域との結合によって緩和される」と勧告したこと、東京五輪、大阪万博を見越して制定された首都圏整備法、近畿圏整備法が、国に大きな裁量権を与えていたのに対し、そうした前提がない「中部圏開発整備法」が、計画立案の権を地元自治体に与えていたこと、東京大阪の経済圏に属さない中部の地方自治体の多くが“野に放置された流浪の民”のように独力では資金力が足りず大都市並みの産業、文化を築けないことも発想の基礎になっていると推察された。また前年の1968年（昭和43年）、名古屋市が人口で横浜市に抜かれ、大正末から数えてわずか47年で日本三大都市の座から転落したというできごとが、巷間に「名古屋は日本の三大都市から絶対に落ちるわけにはいかん」という焦燥感と「東京大阪に負けない何か」を希求する感情をもたらしてもいた。
1969年11月、犬山市での中部圏知事会議席上、桑原は「万国博閉幕後の国際的行事として、中部圏を舞台にした『アジア地域開発博覧会』を開催することを目標に、来年度から国家投資を中部圏に集中させる」と改めて公言。同時期、名古屋市内で日商新会頭に就いたばかりの永野重雄就任披露パーティーがあったが、永野は挨拶で「名古屋で何か国際的な催しをやろうというのなら、日商としてもお手伝いしたい」と博覧会の側面的支援に言及した。
明けて〝日本中が万国博に明け、万国博に暮れた年〟1970年（昭和45年）を迎えた。全国知事会会長桑原は「地方自治体館」の館長でもあったが、「県政の総仕上げ」と号し、愛知県をはじめとした中部圏の開発のさまが「手法においても目標においてもそのまま開発途上国への恰好な展示物になる」、「陸続と成功を収めつつある地域開発事業をアジアの発展途上国に見てもらい、彼国での開発事業に大いに参考してもらう」、「イベントの中心に国際的な会議・集会の場を置き、地域づくりの過程と現状を出展プロジェクトにし、未来を考える展示資料にする」とアジア博構想を揚言し続けた。愛知県は、文部省の要請や〝集団割引があるから〟と県内小・中・高校の万博見学を指示したり、愛知県観光協会がボランティアの通訳を提供するなどしたが、その排他的な県民性が災いして万博には無関心な土地であると、政府から睨まれていた。

### 大阪万博への羨望と「次は名古屋」発言
『国家的プロジェクトは、国の公共投資を集中的に投入でき、経済基盤と都市づくりが急速に進展する』、この漠たる観念は東京、大阪で実証された。さらに1972年2月冬季五輪予定があった札幌市にも集中投資で懸命な都市開発が進んでおり、“博覧会がないと太れない名古屋”は都市間競争の後塵を拝した。
| 国家プロジェクト名 | 開催年 | 準備期間 | 総経費     | うち関連公共事業費率 | 関連公共事業費の使途                               |
| ------------------ | ------ | -------- | ---------- | -------------------- | -------------------------------------------------- |
| 東京オリンピック   | 1964年 | 3年      | 1兆800億円 | 98.5%                | 首都高等の道路整備・東海道新幹線・下水道整備等     |
| 大阪万博           | 1970年 | 2年      | 9520億円   | 94%                  | 阪神高・中国道等道路整備・大阪市地下鉄・河川整備等 |

東京五輪同様、予算総額の実に9割以上を「都市改造」に費やした万博のおかげで、近畿圏は中国自動車道3車線化など「近畿圏整備計画」を予定より10年も早く達成。海外のテレビ局の衛星中継などもあって大阪の国際的地位はここに向上し、万博帰りの都民が帰京後も真似して喋っていた関西弁のいくつかは後に標準語化し、ここに地域文化の全国的拡散が成るなど、160億円超という『歴史に前例のない巨額の黒字―しかもその殆どが国庫に戻らず地元大阪府の懐に入るという―』を叩き出したアジア初の万国博覧会は〝これまですべてのアジア人が手にしたことがないであろう栄誉と利潤〟を近畿圏にもたらした。それにひきかえ中部圏・愛知県周辺は、北陸新幹線、名古屋市高速道路ともに全く手つかずであるなど「中部圏開発整備計画」の進捗はひどく遅れ、中部圏の開発行政に携わる者たちは「東京、大阪はうまいことした、なんか人の集まるものがないかと寝ても覚めても考えたが、正直言ってオリンピック、万国博に匹敵するものはない、もうひとつくらい世界的行事が残っていれば」（中部圏開発整備地方協議会委員酒井正三郎南山大教授）と羨んだ。
1970年9月13日大阪万博は閉幕した。閉幕式後の記者会見で佐藤栄作首相は「東京でオリンピック、大阪で万国博を開いたのだから、次は名古屋で何か行わなければならないと思っているが、何をするかはまだまとまっていない」と発言。これが再び名古屋周辺に火をつけた。実のない発言で政局を操る老獪な佐藤の発言の本心は怪しく、“効き目”が消衰する前に念押しの要がある、と桑原は判断、「翌年予定の県知事選の自民党推薦証書を受け取るため」という建前で、わずか3日後の9月16日上京し、直接自らの手で佐藤に博覧会を陳情しようと試みたが、党内は同じ公認・推薦候補者らでごった返しており目的を果たせなかった。
だが、国家的行事の巨大効果を2度も目の当たりにした自治体首長や地元財界らは、桑原の周辺に“急速に群がってきた”。すなわち月が替わる前に早くも佐藤保豊田市長が、大阪万博の「調和の広場」のような博覧会シンボルゾーンを市内伊保原台地に誘致したい、と表明した。近畿日本鉄道も、三重県・愛知県を含んだ博覧会構想には大いに興味を寄せた。
およそ2週間後の9月定例県議会では早速中部圏での国家イベントについての質問が相次ぎ、桑原は「中部圏開発整備の成果を開発途上国に見せ、参考させるとともに、中部圏の一つの起爆剤にも位置づけたい」と答弁している。9月26日、名古屋市議会でも質問が出て、杉戸清市長は「アジア博メイン会場を名古屋に設けるか否かは時期尚早で今は言えないが、五輪・万博に次いで名古屋で何かをしたいというのは大方の意見なので市を挙げて考える」と前向きな答弁をした。
続く11月12日に開かれた第9回中部圏開発整備地方協議会の席上、同会会長でもある桑原は「中部圏づくりの成果をアジア諸国に見てもらいたいと思っていた。博覧会とするのが適切かどうかわからないが、“仮に”アジア博覧会ということで理解されたい。佐藤首相の『次国家的事業は中部』の発言から、当会には意思表示と構想整備の必要がある」と挨拶、満場一致で、仮称を「アジア地域開発博覧会」とし、これを国家的事業として開催すること、そのための準備委員会設置を決議したが、その具体的中身は、各県の思惑が入り乱れ全くまとまらなかった。
年が変わり1971年（昭和46年）2月、六選を目指す桑原は愛知県知事選に臨んだ。保革一騎打ちとなったこの選挙では、博覧会構想は控えめにして、「自然保護・公害除去」を前面に出して戦ったが、東京・京都など大都市で陸続と革新首長が誕生する時代的潮流と多選批判に面して苦しんだ。愛知県豊橋市出身の詩人、丸山薫は毎日新聞に「アジア開発博に寄せて」と題して寄稿し、桑原構想を批判した。辛勝した桑原は再び国家的イベント誘致に向けた動きを示し、2月16日上京のうえ、佐藤首相、福田赳夫大蔵大臣ら政府首脳にアジア博の考えを伝えようとしたが、多忙を極める両者との会話は数分の立ち話で終わり、まったく実を上げられなかったものの、2月27日に開かれた選挙後初の県議会2月定例議会において、「アジア地域開発博覧会の基本構想の調査費用」及び「推進協力体制整備費」を計上、可決させた。
博覧会構想はひとり愛知県だけで開催するものではない以上、桑原の一人の手から、愛知県庁に設けられた「中部圏開発整備地方協議会事務局」が窓口となり、中部圏全体での「副知事会議」さらに「知事会議」での協議で形作るように変わっていった。その中部圏副知事会議がまず1971年3月に開かれたが、桑原の構想が「『中部圏開発』と『国際的行事』のどちらを主としてるのか博覧会としての概念が判然としていない」および「そのためには、準備委員会よりも先に基本構想が必要だ、まず事務局にたたき台となる試案を作らせよ」という、2つの見解で一致した。

### 他県からの批判
さっそく事務局は「基本構想作成指針事務局試案
」を作成、8月に再度開かれた副知事会議に提出されたが、「何もアジアに限定する必要はない」、「“アジア博”では日本がアジアの盟主だ、というニュアンスを含んで誤解を招く」との意見が出て、つづく9月の知事会議でも同種の異論が出たため、「アジア」の字句を削り「地域開発博覧会」と改称した。なおこの名称も依然、仮称である。
この知事会議では、桑原が直近の知事選苦戦で支持率低下を露呈したこともあり、各県知事が「開発中心ではなく環境保全を盛り込むべき」「世界的なものにしては、迫力に欠ける」「単なる橋や道路だけではお国自慢に堕するうえ、そもそも日本よりも、先進諸国の方が開発は優れている」といった、それまでのモヤモヤした疑念が一気に噴出、事務局が腐心したせっかくの試案も、学識経験者らの意見を盛り込むものに作り直すことになった。
明けて1972年5月22日、事務局は第二次試案「地域開発博覧会（仮称）の基本的考え方」を副知事会議に提出したが、「地域開発に関する学術的メッカを中部圏に建設」「地域開発を主題とした展示を催行」「記念施設建造」などが盛り込まれていた。副知事会議では桑原構想の要の「国際博覧会」という形式自体が問題視され、「『ありのままの姿を見せる』という原義がない」「アピール力は高まるが大阪の二番煎じの恐れがある」「国際条約の制約を受ける」「会場が一ヵ所に絞られ中部九県のすべてを会場にすることができなくなる」と指摘され、「国家的事業としてできる国際博以外の形を模索すべきだ。原点に立ち返って再検討すべき」との結論に達した。
つづく6月2日の知事会議では桑原も「狙いは中部圏開発整備に国家投資を誘引することであった。広く見せるという意味で博覧会としたが国際博にまでする考えではない。博覧会に主力を奪われ開発が遅れてはいけない。開発整備目標年度は昭和60年（1985年）であり、なお時間があるから原点に戻ろう」とすっかりトーンダウンしてしまい、ここに計画は暗礁に乗り上げた。同時期、中部圏基本開発整備計画も基本計画、建設計画から保全計画の段階に入っていた。

### 列島改造論で再浮上
1972年7月、「日本列島改造論」を掲げる田中角栄内閣が成立した。2か月後の9月18日、福井県敦賀市で開かれた第21回中部圏知事会議は、「列島改造ブーム」の影響で、以前までバラバラであった出席者の結束が強まった感があった。会議は「中部圏の開発計画と列島改造論は同じ理念を持ち、しかも中部圏はそれより6年も前にその理念を先取りしていた。9県一体となって策定した中部圏版の列島改造論に基づく『日本列島改造のモデルを中部圏で見せる“地域開発博覧会（仮称）”』を昭和55年（1980年）に開催する」との声明を全会一致で採択、一度は原点に返ってしまったはずの構想が、ここに以前よりも“たくましく”なって帰って来たのであった。
さらに「中部圏への国家投資の集中的導入」「関係施設はイベント終了後も恒久的に残るものにする」ことが確認された。一方において、北陸三県からは「林・漁業など一次産業への配慮がない」、三重県から「福祉がおざなり」など博覧会構想というより列島改造論そのものへの批判もあった。ここに至ってなお相変わらず、具体的開催内容は何一つ決定しておらず、「調整事項や具体的事業内容は1974年（昭和49年）頃に骨子を完成させその後肉付けしていく」と発表されたのみであった。
ともかく再び前進した構想を見据え、愛知県は、愛知青少年公園の二次整備、身障者コロニー、陶磁器資料館などの建設整備を進めた。田中の列島改造論に「人口25万の人工都市を全国に100ヵ所造る」というものがあり、それに乗った三河地方には、愛知静岡にまたがる三遠地方に人工都市を作って博覧会の目玉にせよ、という声もあった。
1973年9月、事務局が以下を内容とする「地域開発博（仮称）調査研究報告書」をまとめた。
- 名称は『開発』を避け“エクスペリメント中部'80JAPAN（仮称）”。
- メインテーマを『人間と環境』にする。
- 出展物は各県から海、山、緑、水、都市、農村、教育、文化などの『現物』を出す。
- 中部圏全域を開催区域にし、国家的事業としての国連人間環境会議のような福祉色を出した国際会議と中部圏開発整備事業による『複合的な事業』とする。
- 1980年（昭和55年）に開催し、期間を6か月とする。

これらは同月の副知事会議を経て、11月1日三重県賢島での中部圏知事会議にはかられ、ついに『準備委員会』の発足を見た。桑原は会議直後その足で、愛知県選出の自治大臣江﨑真澄に発破をかけ、1974年度予算編成に420万円の「中部圏地域開発博覧会調査費」を盛り込ませることに成功した。

### オイルショックですべてが終わる
ところが同時期の1973年10月、第一次オイルショックが発生した。さあこれからという11月16日、政府は石油緊急対策要綱を閣議決定、インフレ回避のため「総需要抑制策」が採られた。国内消費は一層低迷、北陸新幹線を含む整備新幹線計画など大型公共事業は軒並み凍結・縮小された。12月には名古屋都市高速道路調査専門委員会が「建設中止の意見多数」と報告した。他地域のイベント計画も後退を余儀なくされており、海洋博の着工に入っていた沖縄では田中批判、列島改造論批判の県民運動が高潮し、海洋博は延期された。
元来、博覧会計画の骨子を定めるはずだった1974年（昭和49年）に入るや、長良川河口堰訴訟、名古屋市南部の新幹線騒音訴訟など公害問題が立て続けに中部圏の地域社会表面に噴出した。6月国土庁が発足すると中部圏開発整備本部は、同庁に吸収され名古屋から姿を消してしまった。このことは総需要抑制策と合わせて中部圏の公共工事を次から次へと遅滞させ、博覧会の出展に供するなど到底おぼつかなくなってしまった。
"開発知事”からのイメージ脱却が困難な桑原に、知事選で勝てる見込みはないと自民党は判断、4月に首相官邸で行われた日米知事会議の席上、田中首相から「知事を辞めて参院選に出ては？5月までに決めてください」と暗に引退を勧められた桑原は、自身の79歳の誕生日である8月29日「次知事選には出馬しない」と引退を表明。〝後任者にやっかいな間題を残しておかないよう後始末をつけておくための配慮〟として9月25日の定例県議会で「地域開発博は再検討する」と、ついに計画の凍結を表明した。これは「事実上の計画中止」と考えられている。
12月には列島改造を一枚看板に掲げてきた田中内閣も総辞職してしまった。後年、桑原は「地域開発博が一番の心残り」と嘆じた。
明けて1975年（昭和50年）、この計画は「陽の目を見なかった」と言われ、同年2月就任した新知事・仲谷義明の公約にも博覧会構想は含まれていない。構想最初期に開催予定年度とされていた1977年には「まったく忘れられた存在」、1978年にも“立ち消え”と言われている。それと入れ代わるように、“中部圏への国家投資の集中的導入”を狙って出現したのが『名古屋では今でも会話に持ち出すことさえ憚られる』"名古屋オリンピック構想〟である。

## 総括

### 地域開発は見せものではない
石橋を叩いても渡らない、堅実一辺倒と揶揄されてきた名古屋人にしては、生活の一番基礎となる部分から出発した、かなり思い切った挑戦と言え、画期的なものと言えるのだが、これでは博覧会ではなく現場見学会であり、また面積に例を見ない広がりを持たせた分、計画が空疎に見え、その進展も甚だ遅く具体性に欠けるわりに、予算は沖縄海洋博の事業費総額3,400億円に対し、中部圏整備開発計画分を除いた純博覧会費用だけでも〝一兆円〟と大阪万博とほぼ変わらない見積金額を提示しているのだから「国や政府からは白眼視されている」。地方開発協議会や知事会議といった行政サイドにしか議論の場がなく、遅々とした計画進行に業を煮やした民間の間で、中部開発センターが「世界21世紀博」と号して具体策を提言、名古屋大学の都市工学者に東京・京都の専門家も加わった学術研究者集団『プランXの会』もテーマや建設計画を提言して行政の尻を叩いていた。
構想にある「会場は中部圏全域」というあまりに壮大な考えが、却って開会の狙いやテーマを大きくぼやけさせ、「大阪の二番煎じ、猿マネ」との批判は中部圏の住人の間にも終始消えず、東京大阪に比して威容を欠く名古屋での国家的事業など「いつのことやら」と訝しく思われていた。桑原が構想表明してから数年を経てなお具体案作成は難航を続けており、流動的なままで何一つ明確なビジョンが打ち出されずに消えたのも当然で、地域開発はそもそも「見せ物ではない」。
さらに、よりによって万博が終わって全国各地の開発公害がクローズアップされ始めたというその時に、桑原・愛知県の一人相撲で「開発」を前面に押し出した計画であるから、とんだ火の粉をかぶることとなった周辺県から、おびただしい反駁を加えられる羽目に陥ったのは既述の通りである。足下の愛知県議会内部にも〝県民の利益につながらない〟この無謀な計画をやめさせようと考える人々がいた。

### 大阪万博の前ではなにもかもが色あせて見える

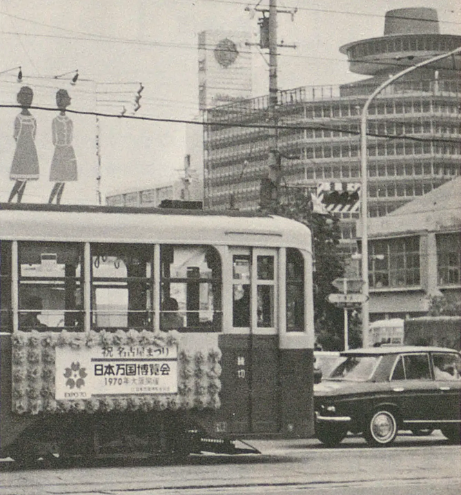
『祝名古屋まつり/日本万国博覧会大阪開催』のパネルをつけて走る名古屋市電（1966年）

大阪万博はアジア博と異なり、知事ではなく民間（大阪商工会議所）の提言を発端とするも、その後の推移は、「東京の次は大阪」というありきたりの主張、既決定事項は「博覧会をやる、ということだけで他は全てが未定」、万博の中身よりもその経済効果を論じるばかりで、「太閤さん以来の世直し」「関西地盤のかさ上げ」など地域ナショナリズムを前面に出し続けたことから、東京の政・財・官・民すべての傍観者的冷淡な態度に迎えられていた。と、ここまでアジア博と変わるところはない。
しかしながら「国土均衡を考慮すれば、西日本で国家的大プロジェクトのお祭りを催すべきで、国民に東京の殺伐としたニュースを忘れて楽しんでもらいたい」から「日米安保条約改定を迎える1970年に、東京から大衆の目をそらす要がある」まで、種々の永田町、霞が関の政治的思惑が途中から合流し、「西日本に四通八達の交通網」を有し、且は「東京の対立軸」という彼らの目的にかなった開催地・大阪は広汎な注意を集め、与党が「万国博施策に全面的な責任を負う」という態度を持して万博関連投資を拡大、菅野和太郎通産大臣をして国が「支援する」のではなく「国が〝やる〟」とまで言わしめた国家直営事業の様相を呈しはじめ、ついには〝役人・知識人・財界人・芸術家・技術者を、ワクを超えた大仕事のために結び付けた〟〝国家総動員〟の大事業にまで昇華したのである。中央政治を忘れさせるだけの大衆動員力を万博に期待するとき、後背地に京都、奈良をしたがえた大阪ほどに優秀な開催地はなく、協会が後押しした「なんと35回も〝こんにちは〟が出てくる」テーマ曲は、開幕3年も前の発売以来、大阪のみならず東京、九州福岡でも広く大衆に受容され、果てはハワイでも歌われここに一つの〝日本民族の歌〟となった。
さて、中部圏・名古屋で桑原の構想が表面に出てきた時期というのが、これは佐藤発言のせいもあるが、かくも膨大な特徴に彩られた〝恐るべき経済怪獣〟、今日なお「有史以来最大」「民族大移動」「日本イベント史にその名を刻む圧倒的な金字塔」と評されるほどに超巨大規模の大阪万博の直後という、非常にまずいタイミングであって、どれほど壮大さや国際性や大規模さを主張しても「（大阪からの）格落ちもはなはだしい。オリンピックのあとにアジア五輪をやるようなもの」という批判を跳ね返すことは不可能であるし、どれほどの目玉や意義を用意したところで「じつに目玉のない博覧会といえよう。なにより中部で実施する意義が少しも固まっていない」という批判を甘んじるより外なかった。
大阪との決定的相違点は国政の支持がアテにならないものであったことで、そもそも〝次は名古屋で〟と中部圏を焚きつけた張本人、佐藤栄作からして名古屋ではなく、自身が本土復帰に関与し可愛がった沖縄県の国際海洋博覧会の指導に注力しており、沖縄海洋博を終えた国が次に取り組んだプロジェクトは、同じ開発絡みでも中部圏ではなく、茨城県の開発地で開いたつくば科学博であった。ともかく、国土計画・堤義明が乗り出した長野五輪を除けば、一体にして世界卓球選手権や名古屋オリンピックなど、この地方が考えつく催事計画には中央の風の流れに乗り切れないものが多い。

### 国際博覧会は国際オリンピックより難しい
仮に目玉なり、中部で実施する意義なり、具体計画が速やかに決定したところで、国家投資が確実な"国際博覧会"として開催するならば、当時の「国際博覧会に関する条約」同一国開催規定によりすぐには開催できなかった。〝真に万国博覧会と名乗るにふさわしい〟のは第1種一般博覧会であり、大阪万博が実にこれであったが、開催は最短で1985年以降でなければならず、会期終了後は施設撤去が義務づけられ、アジア博の「関係施設はイベント終了後も恒久的に残るものにする」とは相容れない。すると第2種になるがそれでも1980年以降でなければならないうえに、被招請国による展示館・陳列館の建造も禁じられており、どちらも不適であれば〝テーマは一つに絞られ、デザイン特許保護もなければ治外法権も働かない〟特別博覧会しかなかった。
特別博覧会でテーマとすべき内容も「限られた一つの応用科学または技術」のみで、1973年11月の知事会議で採られた『人間と環境』のような漠たるものは認められない。事実、後年のつくば科学博（1985年・特別博覧会）はテーマ『21世紀の暮らしを創造する科学技術』が〝概念が広すぎて一般博もどき〟とBIE・博覧会国際事務局から警告され変更の止む無しに至ったうえ、海外館から「日本企業館は改変後のテーマに沿っていない」とのクレームが発生して、BIEで議論されるまでになってしまったのである。
アジア博構想の存在を知った大阪万博関係者も、中部圏はこうした課題をどうするつもりなのかと首をかしげている。当時の報道記事をみると、特別博と第２種一般博とをいったり来たりしており、果してどちらにする予定だったのか判然としないが、「2005年日本国際博覧会　愛・地球博」は開催時、特別博覧会（現・認定博覧会）であり、地元（愛知・三重・岐阜の東海3県）以外からの入場者が全体の3割しかいなかった（大阪万博の近畿圏外の入場者は53 - 54%、うち関東圏が13%）。
いずれにせよ国際博ともなれば、当時の世界不況のさなかだけに参加国・出展国は自ずと少なく、開催内容への条約規制も厳しいことから、他国に左右される国際博を断念して、計画裁量の余地が開催国に大きく与えられ妙味のある五輪構想に切り替えるのが賢明と判断された。かかる五輪構想もまた〝中部圏への国家投資の集中的導入〟に至ることなく終わったが、ほどなくして名古屋城博（1984年）、世界デザイン博（1989年）といった小規模地方博に舵を切り、ソウル五輪があった1988年（昭和63年）、再び国際博覧会誘致の準備を開始したのである。
1999年に和歌山県で開催された南紀熊野体験博では、2ヶ所のメイン会場（公園）は拠点（インフォメーションセンター）に過ぎず、地元16市町村（当時）が一丸となって南紀熊野の魅力を全国にPRする博覧会であり、アジア地域開発博覧会の発想に近い内容だった。